# Фетрат, Сахар
Сахар Фетрат — афганская активистка, сценаристка и режиссёр-документалистка. Сахар родилась в Афганистане и жила в Иране и Пакистане в качестве беженки во время первого режима талибов.

## Биография
Семья Сахар уехала в изгнание, когда ей был год, и она выросла в лагерях беженцев в Иране и Пакистане во времена первого режима талибов.
В 2018 году она получила образование в области Business Studies в Американском университете Афганистана и получила степень магистра гендерных исследований в Центрально-европейском университете в Будапеште в 2020 году.
Сахар Фетрат работала в Афганистане в Службе образования ЮНЕСКО, выступая за образование женщин по всей стране, и была помощником исследователя в Отделе по правам женщин международной правозащитной организации Human Rights Watch.

## Награды
- 100 женщин 2021 года[6]